# 鮮乳標章
鮮乳標章，俗稱「小牛貼紙」，是由中華民國農業部核發認證乳源為國產生乳製成的鮮乳，可協助消費者辨別鮮乳真偽。

## 起源
為區隔鮮乳及乳粉沖泡之還原乳，由臺灣省政府農林廳設計出「鮮乳標章」，並於1988年2月1日獲經濟部中央標準局核准註冊為「服務標章」。1999年7月1日起因精省作業，農林廳裁併為行政院農業委員會中部辦公室，鮮乳標章亦經經濟部智慧財產局同意由行政院農業委員會接續使用。

## 標章資訊

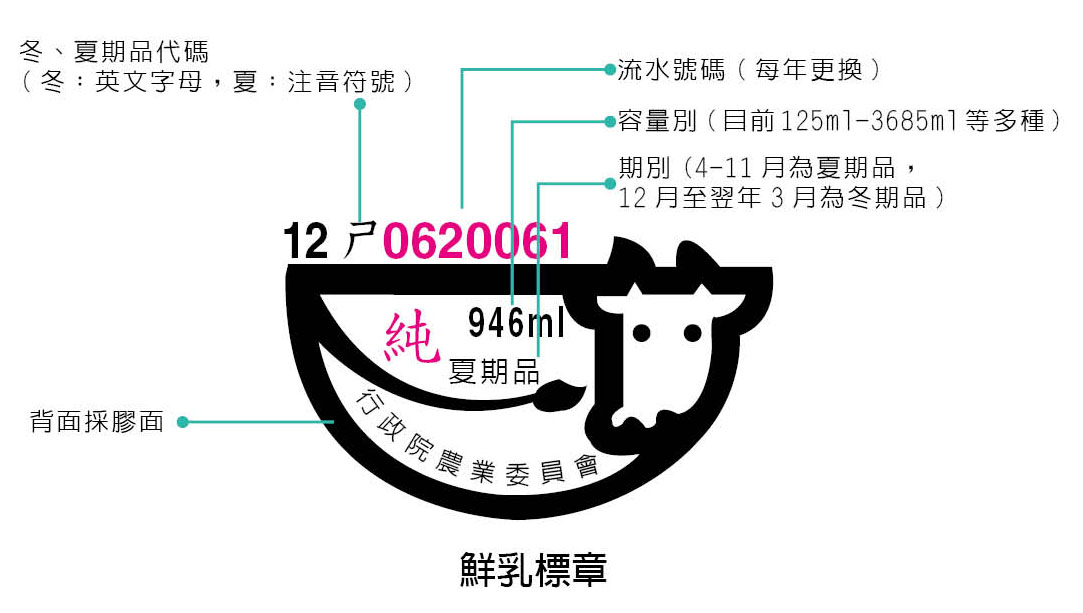
鮮乳標章

鮮乳標章上包含許多意義，尾巴上方會標示冬夏期品、夏期品作為季節的區別（夏期品代表4至11月、冬期品代表12至次年3月所生產的鮮乳）；貼紙上緣顯示容量，共分為200ml、230ml、340ml、500ml、946ml及1892ml等6種；除此之外還有數字（每年更換的流水號）、注音符號及英文字母，主要是作為標章的管控及防偽用途。

## 核發標準
政府會依據乳品工廠每個月和酪農收購的合格生乳量、實際產製的鮮乳作為標準進行核發，用以證明出產鮮乳以100%國產生乳製造。政府會依照核發張數對應業者是否出產對應數量的鮮乳，每年進行兩次的檢驗以防業者以其他乳製品混充鮮乳。 並且每月會由各縣市政府不定期至消費場所抽檢鮮乳標章的黏貼情況，若有違規情況將予以警告或處分。

## 缺點
由於鮮乳標章僅能由乳品加工廠向農委會申請，因此使得許多規模較小的鮮乳品牌（俗稱小農）無法順利申請，且鮮乳標章主要是用於證明其鮮乳成分為100%國產鮮乳，並不保證包括鮮乳品質、乳牛的動物福利等。

## 外部連結
- 行政院農委會鮮乳標章Q&A （页面存档备份，存于）